# Segundo kanato túrquico
El segundo kanato túrquico (turco antiguo: 𐱅𐰇𐰼𐰰:𐰃𐰠, romanizado: Türük el, lit. 'Estado de los turcos', en chino tradicional, 後突厥; pinyin, Hòu Tūjué, conocido como el país Turk Bilge Qaghan (turco antiguo: 𐱅𐰇𐰼𐰝:𐰋𐰃𐰠𐰏𐰀:𐰴𐰍𐰣:𐰃𐰠𐰭𐰀, romanizado: Türük Bilgä Qağan eli) en las inscripciones de Bain Tsokto) fue un khaganato en Asia central y oriental fundado por Ashina clan de los Göktürks que duró entre 682 y 744. Fue precedido por el Kanato túrquico oriental (552–630) y el período temprano de la dinastía Tang (630–682). El Segundo Kanato se centró en Ötüken en el curso superior del río Orjón. Fue sucedido por su confederación súbdita Toquz Oghuz, que se convirtió en el Kanato uigur.

## Descripción
Unas décadas después de la caída del Kanato túrquico oriental (630), Ashina Nishufu fue declarada qaghan en 679, pero pronto se rebeló contra la dinastía Tang. En 680, fue derrotado por Pei Xingjian. Poco después, Nishufu fue asesinado por sus hombres. Tras la muerte de Nishufu, Ashina Funian, otro descendiente del clan real, fue nombrado qaghan y los turcos orientales se rebelaron una vez más contra el gobierno Tang.Las primeras etapas de la rebelión trajeron algunas victorias para Funian, sin embargo, más tarde, fueron derrotados una vez más por Pei Xiangjin. Según Tonyukuk, el intento de rebelarse contra los Tang y colocar un qaghan en el trono fue una acción legítima. Fue culpa del pueblo que depusieran y mataran a Nishufu y se sometieran nuevamente a la dinastía Tang.
Qutlugh, un pariente lejano de Illig Qaghan, se rebeló en 681, lo que llevó a su retirada al desierto de Gobi en 682. Una vez que se establecieron en las montañas Yin, Qutlugh, su hermano Bögü-chor y su compañero de armas más cercano, Tonyukuk, lograron ganar el apoyo de la mayoría de los turcos y llevaron a cabo operaciones militares exitosas contra las fuerzas imperiales en Shanxi entre 682 y 687. En 687, Ilterish Qaghan abandonó las montañas Yin Shan y dirigió su ejército unido y curtido en la batalla a la conquista de las tierras centrales de los turcos en la actual Mongolia central y septentrional. Entre 687 y 691, Toquz Oghuz y los uigures, que habían ocupado estos territorios, fueron derrotados y subyugados. Su jefe, Abuz Kaghan, cayó en batalla. El centro del Segundo Kanato Turco se trasladó a las montañas Otuken y el río Orjón, Selenga y Tuul.

## Ascenso
En 691, Ilterish Qaghan murió y fue sucedido por su hermano menor, quien asumió el título de Qapaghan Qaghan. En 696-697, Qapaghan subyugó a los Kitanes y selló una alianza con Kumo Xi (Tatabï en los textos turcos), que detuvo el avance de los ejércitos Tang hacia el noreste, hacia las estribaciones del Khingan, y aseguró la frontera oriental del imperio. Entre 698 y 701, las fronteras norte y oeste del estado de Qapaghan estaban definidas por las cadenas montañosas de Tannu Ola, Altai y Tarbagatai. Después de derrotar a la tribu Bayirku en 706-707, los turcos ocuparon tierras que se extendían desde los tramos superiores del Kerulen hasta el lago Baikal.En 709-710, las fuerzas turcas subyugaron a los Az y los Chik, cruzaron los montes Sayan (Kögmen yïš en los textos turcos) e infligieron una aplastante derrota a los kirguís Yenisei. El gobernante kirguís, Bars beg, cayó en batalla y sus descendientes seguirían siendo vasallos de los Göktürks durante varias generaciones. En 711, las fuerzas túrquicas, dirigidas por Tonyukuk, cruzaron las montañas de Altái, se enfrentaron con el ejército turgesh en Zungaria, en el río Boluchu, y obtuvieron una victoria absoluta.Tonyukuk forzó un cruce sobre Syr Darya en persecución de Türgesh en retirada, llevando a sus tropas a la frontera de Tokharistan. Sin embargo, en las batallas con los árabes cerca de Samarcanda, las fuerzas turcas quedaron aisladas de sus servicios de retaguardia y sufrieron pérdidas considerables; tuvieron dificultades para regresar a Altai en 713-714. Allí reforzaron al ejército que se preparaba para sitiar Beshbalik. El asedio no tuvo éxito y, tras perder en seis escaramuzas, los turcos lo levantaron.